# Knířov
Knířov (německy Knirau) je malá vesnice a část města Vysoké Mýto v okrese Ústí nad Orlicí v Pardubickém kraji. Nachází se asi 2,5 kilometru jižně od Vysokého Mýta. Knířov leží v katastrálním území Lhůta u Vysokého Mýta o výměře 4,14 km².

## Historie
První písemná zmínka o vesnici pochází z roku 1226. Farní kostel byl založen v první polovině 14. století. Za husitství ves zažila úpadek, změna nastala až roku 1558, kdy ji získalo město Vysoké Mýto, jehož měšťané opravili místní kostel a udělali z něj poutní místo. Roku 1730 se kostel stal útočištěm proti moru, který se městu nakonec vyhnul, za což byla dávána zásluha Panně Marii knířovské. Roku 1864 pak byla obnovena fara.

## Pamětihodnosti
- Kostel Zvěstování Páně – jednolodní plochostropá stavba s podélnými oratořemi po stranách a širokým pětiboce zakončeným presbytářem v závěru[6]; jeho součástí je empírový svatostánek a obraz tzv. Panny Marie knířovské ze 17. století

## Galerie

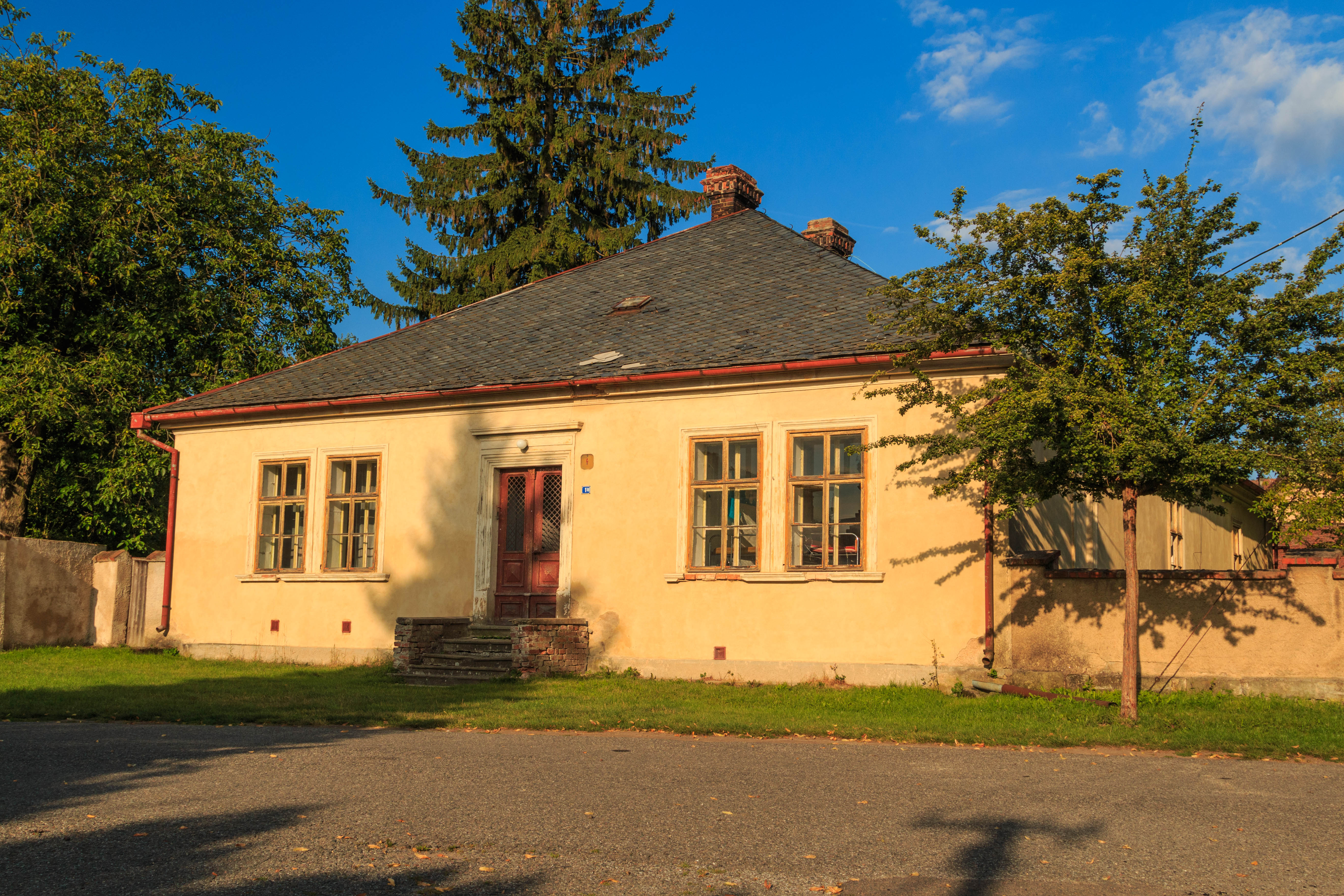
Fara
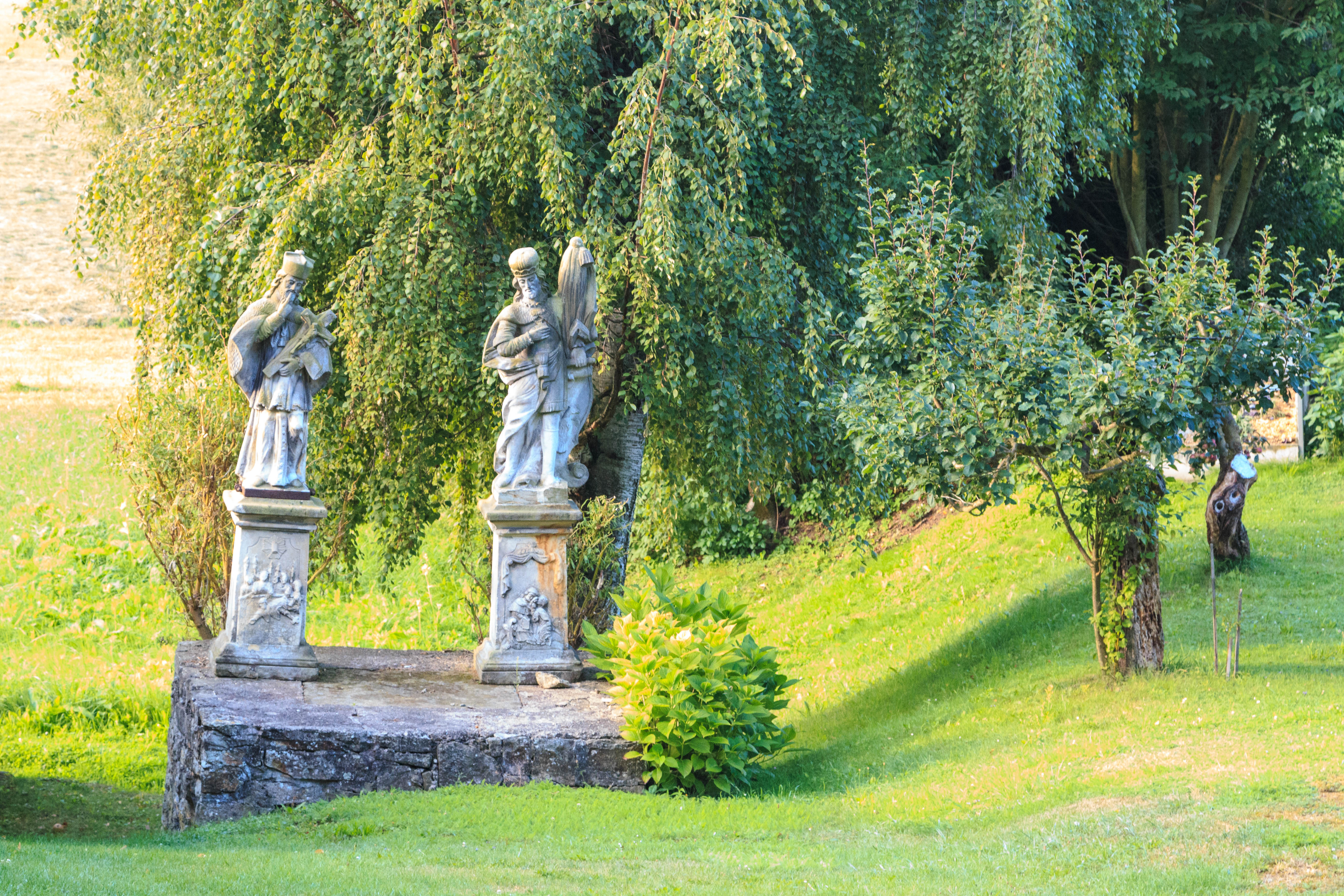
Sochy svatého Josefa a svatého Vavřince
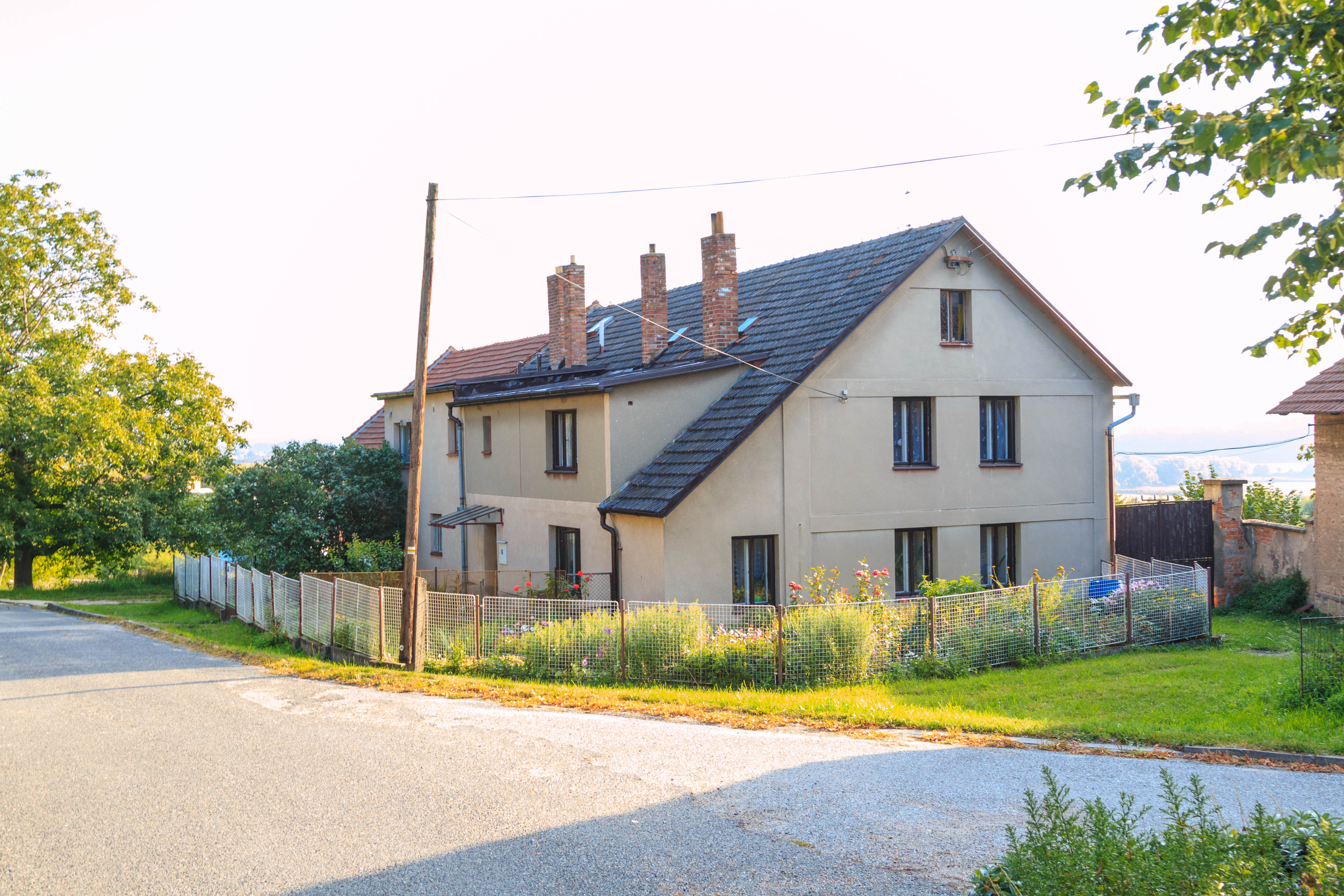
Dům čp. 6
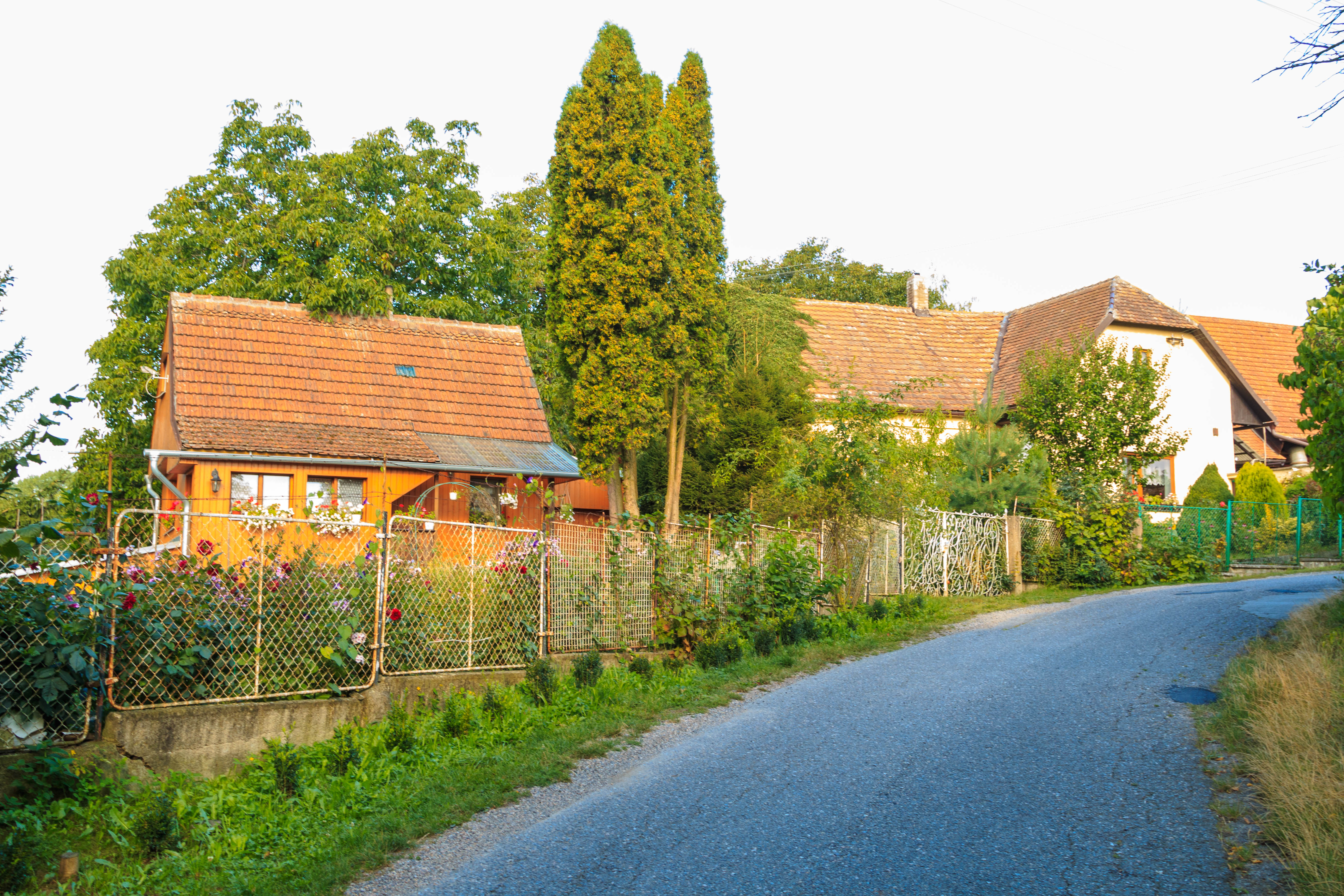
Dům čp. 8